# Lord President of the Council
Lord President of the Council, også på dansk kaldet[kilde mangler] Formanden for Det kongelige råd, er leder af det britiske statsråd. Lord Præsidenten har ansvaret for forbindelsen mellem dronningen og regeringen.
Lord Præsidenten har ingen rolle i Statsrådets Retsudvalg.
Daværende Lord President of the Council (2019) var den konservative Jacob Rees-Mogg.

## Universitetsminister
I det 19. århundrede var Lord Præsidenten undervisningsminister. Efterhånden er tilsynet med det britiske undervisningsvæsen gået over til andre ministre, men Lord Præsidenten fører stadigt tilsyn med nogle universiteter i England og Wales. 
Lord Præsidenten fører bl.a. tilsyn med University of Birmingham, Imperial College London, Keele University i Staffordshire, University of London, University of Nottingham, University of Sussex. 
Han fører også tilsyn med universiteterne i Bristol, Norwich (East Anglia),Hull, Leeds, Leicester, Liverpool, Reading, Sheffield, Southampton og Cardiff.

## 2. verdenskrig
Under 2. verdenskrig var Lord Præsidenten formand for Lord President's Committee, der koordinerede den britiske krigsøkonomi. Dette arbejde fortsatte i de første efterkrigsår, hvor Lord Præsidenten koordinerende opgaver indenfor transport, brændstof, elektricitet og fødevarer

## Lord Præsidenter
Denne liste er ufuldstændig; hjælp gerne med at udfylde den.
- 23. oktober 1919 – 19. oktober 1922: Arthur Balfour
- 24. august 1931 – 7. juni 1935: Stanley Baldwin
- 7. juni 1935 – 28. maj 1937: Ramsay MacDonald
- 28. maj 1937 – 9. marts 1938: Edward Wood, 1. jarl af Halifax
- 10. maj 1940 – 3. oktober 1940: Neville Chamberlain
- 24. september 1943 – 23. maj 1945: Clement Attlee
- 29. marts 1957 – 17. september 1957 og 14. oktober 1959 – 27. juli 1960: Alec Douglas-Home
- 7. april – 18. juli 1972: Robert Carr
- 5. marts 1974 – 21. oktober 1976: Edward Short, Baron Glenamara
- 8. april 1976 – 4. maj 1979: Michael Foot
- 8. juni 2001 – 17. marts 2003: Robin Cook
- 27. juni 2007 – 3. oktober 2008: Catherine Ashton
- 5. juni 2009 – 11. maj 2010: Peter Mandelson
- 2010 – 2015: Nick Clegg
- 9. maj 2015 - 14. juli 2016: Chris Grayling
- 14. juli 2016 - 11. juni 2017: David Lidington
- 11. juni 2017 - 22. maj 2019: Andrea Leadsom
- 23. maj 2019 - 24. juli 2019: Mel Stride
- 24. juli 2019 – 8. februar 2022: Jacob Rees-Mogg
- 8. februar 2022 - 6. september 2022: Mark Spencer
- 6. september 2022 - : Penny Mordaunt